# مجيد مجيدي
مجيد مجيدي(بالفارسية: مجيد مجيدى) هو مخرج ومنتج وكاتب سيناريو إيراني، ولد في طهران (17 أبريل 1959) وتم عرض أفلامه في مسارح كثيرة، وفازت بجوائز دولية، من أشهر أعماله المترجمة إلى عدة لغات فيلم لون الفردوس الحائز على الجائزة الذهبية لأفضل فيلم في مهرجان مونتريال السينمائي الدولي في 2016

## نشأته
ولد في طهران سنة 1959 وفي سن المراهقة أصبح من هواة المسرح، ثم درس في معهد الفنون المسرحية في العاصمة طهران، بعد قيام الثورة الإسلامية في عام 1978 شارك في مجموعة من الأفلام بسبب اهتمامه في السينما.
كان أول ظهور له في فلم المقاطعة سنة 1985 لـ محسن مخملباف بصفته المدير وكاتب النصوص السينمائية.

## أفلامه
- انفجار - 1359 (انفجار)
- هودج - 1363 ()
- روز امتحان - 1347 (يوم الامتحان)
- يك روز با اسيران - 1348 (يوم مع المساجين)
- بدوك (1370)
- آخرين آبادي - 1371 ()
- پدر - 1374 (الاب)
- خدا مي‌آيد - 1374 (ربنا حييجى)
- بچه‌هاي آسمان - 1375 (أطفال السماء)
- رنگ خدا - 1377 (لون الفردوس)
- باران - 1379 (المطر)
- پابرهنه در هرات - 1380 (حافي في هرات)
- المپيك در اردوگاه - 1381 (الاولمبيات في المعتقل)
- بيد مجنون - 1383 (شجرة الصفاف)
- أغنية العصافير 2008.
- محمد رسول الله - 2015

## جوائز وترشيحات
- رشح لجائزة اوسكار أفضل فيلم بلغة اجنبية مع فيلم أطفال الجنة سنة 1998 ولكن خسر الجائزة لصالح الفيلم الإيطالي الحياة حلوة لروبرتو بينيني.
- سنة 2001 تلقى مجيد مجيدي جائزة Douglas Sirk Award وجائزة Amici Vittorio de Sica Award في عام (2003).

## وصلات خارجية
- موقع مجيد مجيدي الرسمي
- مجيد مجيدى  على قاعدة بيانات الأفلام العربية
- مجيد مجيدي على موقع IMDb (الإنجليزية)
- مجيد مجيدي على موقع مونزينجر (الألمانية)
- مجيد مجيدي على موقع قاعدة بيانات الأفلام العربية
- مجيد مجيدي على موقع ألو سيني (الفرنسية)
- مجيد مجيدي على موقع أول موفي (الإنجليزية)
- مجيد مجيدي على موقع قاعدة بيانات الأفلام السويدية (السويدية)
- مجيد مجيدي على موقع قاعدة بيانات الفيلم (الإنجليزية)
- مجيد مجيدي على موقع كينوبويسك (الروسية)